# Kató Lomb
Kató Lomb (8. února 1909 Pécs – 9. června 2003 Budapešť) byla maďarská tlumočnice, překladatelka, „jazykový génius“, svého času jedna z nejlepších synchronních tlumočnic i tlumočníků na světě.
Měla doktorát z fyziky a chemie, ale v době velké hospodářské krize počátkem 30. let 20. století byla nucena věnovat se jazykům. Tlumočila v devíti až desíti jazycích (ve čtyřech z nich bez přípravy), v šesti jazycích překládala krásnou literaturu. Publikační texty překládala asi ze čtrnácti dalších jazyků.
Podle vlastních slov peníze vydělávala díky své znalosti následujících jazyků: angličtina, bulharština, dánština, francouzština, ivrit (což je moderní hebrejština), japonština, čínština, latina, němčina, polština, rumunština, ruština, slovenština, španělština, italština, ukrajinština.
Jazyky se učila v podstatné míře autodidakticky. Samu sebe nazývala „lingvistkou“ (na rozdíl od „jazykovědce“) – jedincem, který se z praktických pohnutek, z vlastního zájmu naučí více jazyků.
Její dlouhý život – podle vlastního přiznání – ozařovalo učení se jazyků a nikolivěk jejich ovládání. Tuto radost se snažila zprostředkovat svými knihami, prostřednictvím rozhlasových a tiskových interview, šířit je mezi vícero generací. Jako tlumočnice pracovala na pěti kontinentech, svoje zkušenosti a zážitky zpracovala v knize Egy tolmács a világ körül (česky: Tlumočník na cestě okolo světa).

## Metodika a zásady učení se jazyků
Její první klíčové slovo bylo zájem – latinsky interesse (anglický interest, francouzsky intérêt atd.) – s čímž úzce souvisel i další pojem – motivace. Důležité byly pro ni tyto otázky: „Nakolik mě to zajímá? Co tím chci dosáhnout? Co to pro mne znamená? Co z toho mám?“. Nevěřila v takzvané jazykové nadání. Jazykovou schopnost ráda vyjadřovala pomocí pomyslného zlomku, v čitateli zde stojí motivace (i při té nejnáročnější práci se dá najít denně deset minut), ve jmenovateli zase zábrany (strach otevřít ústa, strach z nešikovnosti, z posměchu). Byla přesvědčena, že čím větší je naše motivace, o to rychleji se zbavíme zábran a tím dříve dokážeme ovládat příslušný jazyk.
Jak se sama vyjádřila, ve světě jazyků funguje s třemi „auto“-mobily: autolexie, autografie a autologie. (Původně řecká slova auto- tedy já, já sám -lexie, -grafie a -logie znamenají čtení, psaní a mluvené slovo-živou řeč).
- Autolexie – znamená čtení pro sebe sama: kniha, kterou sám zkoumám, mi dává stále cosi nové, mohu si ji vzít kamkoliv, mohu ji třeba i roztrhat, dává mi odpověď i ve čtyři ráno
- Autografie – znamená psaní pro sebe sama, když své myšlenky, zážitky, běžný život zapisuji právě v tom jazyku, který se zrovna učím; nevadí, že je to blbost, nikdo se nerozčiluje nad gramatickými chybami, nevadí, když mi chybí nějaké důležité či méně důležité slovo
- Autologie – znamená vedení monologu, formulaci vlastných dojmů a pozorování v jazyku, který se právě učím, pokud možno bez protimluvů.

Nudily ji vyumělkované dialogy z učebnic, její oblíbená metoda byla taková, že si opatřila dobrou knihu v cílovém jazyce, jejíž téma ji velmi zajímalo (ať už to byla detektivka, milostný román nebo odborný spis), a z něho vyluštila, vyslabikovala základy daného jazyka: základy gramatiky a nejdůležitější slovíčka.
Neztrácela čas se málo frekventovanými a složitými výrazy: přeskočila je se slovy, že co je důležité, to se znova objeví a samo se prozradí („je jedno zda pachatel stojí za borůvkovým nebo angreštovým keříkem“). To znamená, že ani slovník nepotřebujeme – je ztrácíme chuť do čtení, mizí radost z odkrývání nového jazyka. Když na to přijdu sama, tak si to i zapamatuji. Používala vždy jen vlastní knihy, v době jejich četby si na jejich okraje zapisovala, co už pochopila z textu. Takto člověk nemůže zabránit tomu, aby něco nenabral z daného jazyka – nemá klid, dokud neví, kdo je vrah, zdali děvče řeklo nakonec své ANO.
Její druhé klíčové slovo bylo kontext, textová souvislost (přezdívali ji i Katka Kontextová): jednak v pochopení textu (ať už knihy či mluveného slova) kontext je vždy rozhodující, mnohokrát nám pomáhá, když něco nepochopíme; ale i v tom, že se slova neučíme izolovaně, ale v souvislostech, jak to četla či slyšela (což je asi nejlepší metoda učení se jazyků) nebo zařazené do slovních spojení (např. bouřlivý vítr, prudký vítr) – pokud i jedno slovo zapomeneme, to druhé slovo ho připomene (v angličtině pro toto používají slovo „trigger“).
V těchto spojeních si například často zapamatujeme i člen. Kató Lombová navrhuje i jinde používání šablon (vzorů), což jsou jednoduché věty s různými konstrukcemi nebo jazykovými obraty, je možné je používat jako panely ve stavebnictví – je možné z nich postavit jazykový mrakodrap.
Nedopustila, aby ji chyby, neúspěchy nebo snaha o dokonalost odradily od jejího cíle, ale stále se držela radostných a pozitivních stránek učení se jazykům. V toto se patrně skrývalo její tajemství – tisíci různých útoků dobývala hrad cílového jazyka. Její výrok může pomoci i měně sebevědomým lidem: „Jazyk je jediné, co se vyplatí ovládat i špatně!“

## Díla
- Így tanulok nyelveket (Egy tizenhat nyelvű tolmács feljegyzései) „Takto se učím jazyky (Záznamy tlumočnice ovládající šestnáct jazyků)“ 1970, 1972, 1990, 1995
- Egy tolmács a világ körül „Tlumočnice na cestě okolo světa“ 1979
- Nyelvekről jut eszembe… „O jazycích mě napadá …“ 1983
- Bábeli harmónia (Interjúk Európa híres soknyelvű embereivel) „Babylonská harmonie (Interview se slavnými vícejazyčnými Evropany)“ 1988

### Známé překlady
- Polyglot: How I Learn Languages, 2008, ISBN 978-1-60643-706-3, (anglicky)
- Как я изучаю языки (Jak se učím jazyky) (rusky)
- Wataši No Gaikokugo Gakušu-ho (japonsky)
- Par valodam man nak prata (lotyšsky)

## Linky
- Kató Lomb's Strategies for Language Learning and SLA Theory (International Journal of Foreign Language Teaching Archivováno 14. 9. 2005 na Wayback Machine., Fall 2005) – Permanent link by WebCite
- Věnování z japonského překladu „Takto se učím jazyky“
- Russian version of her book This is how I learn languages for download (click the link and choose the book „Как я изучаю языки“)
- Odkazy na ruský překlad „Takto se učím jazyky“ Помню, что в русско-английском словаре, купленном мной в 1941 году, я прежде всего отыскала мое имя – Екатерина. (Vzpomínám si, že v rusko-anglickém slovníku, který jsem si koupila v roce 1941, jsem si především vyhledala svoje jméno – Jekaterina (Kateřina-Kató))